# Huszlew (gemeente)
De gemeente Huszlew is een landgemeente in het Poolse woiwodschap Mazovië, in powiat Łosicki.
De zetel van de gemeente is in Huszlew.
Op 30 juni 2004 telde de gemeente 3017 inwoners.

## Oppervlakte gegevens
In 2002 bedroeg de totale oppervlakte van gemeente Huszlew 117,61 km², waarvan:
- agrarisch gebied: 82%
- bossen: 13%

De gemeente beslaat 15,24% van de totale oppervlakte van de powiat.

## Demografie
Stand op 30 juni 2004:
| Omschrijving                   | Totaal | Totaal | Vrouwen | Vrouwen | Mannen | Mannen |
| ------------------------------ | ------ | ------ | ------- | ------- | ------ | ------ |
| eenheid                        | aantal | %      | aantal  | %       | aantal | %      |
| inwoners                       | 3017   | 100    | 1464    | 48,5    | 1553   | 51,5   |
| bevolkingsdichtheid (inw./km²) | 25,7   | 25,7   | 12,4    | 12,4    | 13,2   | 13,2   |

In 2002 bedroeg het gemiddelde inkomen per inwoner 1175,82 zł.

## Administratieve plaatsen (sołectwo)
Huszlew, Kownaty, Krasna, Krzywośnity, Liwki (Liwki Szlacheckie en Liwki Włościańskie), Makarówka, Mostów, Zienie.

## Overige plaatsen
Bachorza, Dziadkowskie, Dziadkowskie-Folwark, Felin, Harachwosty, Juniewicze, Kopce, Krasna-Kolonia, Ławy, Nieznanki, Sewerynów, Siliwonki, Waśkowólka, Władysławów, Wygoda, Żurawlówka.

## Aangrenzende gemeenten
Biała Podlaska, Leśna Podlaska, Łosice, Międzyrzec Podlaski, Olszanka, Stara Kornica